# Sezimovo Ústí
Sezimovo Ústí är en stad i Tjeckien.   Den ligger i distriktet Okres Tábor och regionen Södra Böhmen, i den centrala delen av landet, 80 km söder om huvudstaden Prag. Sezimovo Ústí ligger 400 meter över havet och antalet invånare är 7 420.
Terrängen runt Sezimovo Ústí är huvudsakligen platt. Sezimovo Ústí ligger nere i en dal. Runt Sezimovo Ústí är det ganska glesbefolkat, med 28 invånare per kvadratkilometer. Närmaste större samhälle är Tábor, 3,8 km nordväst om Sezimovo Ústí. I omgivningarna runt Sezimovo Ústí växer i huvudsak blandskog.